# Governance
Governance is de handeling of de wijze van besturen, de gedragscode en het toezicht op organisaties. Het betreft beslissingen die verwachtingen bepalen, macht verlenen of prestaties verifiëren. Het bestaat ofwel uit een afzonderlijk proces ofwel uit een specifiek deel van management- of leiderschapsprocessen.
In het geval van een onderneming of een non-profitorganisatie wordt governance gerelateerd aan consistent management, samenhangend beleid, processen en beslissingsrechten voor een bepaalde bevoegdheid. Besturen op ondernemingsniveau bijvoorbeeld zou betrekking kunnen hebben op evoluerend beleid betreffende privacy, op interne investeringen, en op het gebruik van gegevens.
Governance is dat wat een overheid (government) doet. Dit kan een geopolitieke overheid (natie-staat) betreffen, een ondernemende overheid (een handelende entiteit), een sociaal-politieke overheid (stam, familie,...) of elk ander soort van overheid. Governance is de beweeglijke uitoefening van bestuursmacht en beleid, terwijl de overheid het meestal collectieve instrument is dat de handeling uitvoert. De term overheid wordt ook meer in abstracte betekenis gebruikt als synoniem voor governance, zoals in het Canadese motto Vrede, Orde en Degelijk Bestuur (Peace, Order and Good Government).

## Oorsprong van de term
Het woord governance is afgeleid van het Griekse werkwoord κυβερνάω (kubernáo) wat sturen betekent en werd voor het eerst in de metaforische betekenis gebruikt door Plato. Vervolgens werd het doorgegeven in het Latijn en vandaar naar vele andere talen.

## Processen, doelstellingen en governance
Governance zou als een proces kunnen werken in een organisatie van elke omvang, van een afzonderlijk mens tot heel de mensheid, en het zou kunnen werken voor elke doelstelling, goed of slecht, met of zonder winst. Een redelijke of rationele doelstelling van governance zou de bedoeling kunnen hebben er zeker van te zijn dat een organisatie een degelijk patroon van goede resultaten behaalt terwijl een ongewenst patroon van slechte omstandigheden wordt vermeden.
De morele en natuurlijke doelstelling van governance kan eruit bestaan ervoor te zorgen dat diegenen die bestuurd worden een degelijk patroon van het goede wordt verzekerd, terwijl een ongewenst patroon van het slechte wordt vermeden. Een overheid beschikt over een reeks van met elkaar verweven posities die besturen en die macht gebruiken of uitoefenen, voornamelijk dwingende macht.
Politiek biedt een middel waarmee het bestuursproces zijn werk doet. Mensen kunnen bijvoorbeeld verwachtingen kiezen aan de hand van politieke activiteit. Ze kunnen macht verlenen met behulp van politieke handelingen en ze kunnen prestaties beoordelen aan de hand van politiek gedrag.
Wanneer governance op deze manier wordt begrepen, kan het concept worden toegepast op soevereine staten, ondernemingen, non-profitorganisaties, niet-gouvernementele organisaties, samenwerkingsverbanden en andere associaties en op elk ander mens die deelneemt aan een of andere doelbewuste activiteit.

## Verschillende definities
De Wereldbank omschrijft governance als:
...de uitoefening van politiek gezag en het gebruik van institutionele middelen om de zaken en de problemen van de maatschappij te beheren
Het Wereldwijde Governance Indicatoren-project van de Wereldbank omschrijft governance als:
...De tradities en instellingen waarmee gezag in een land wordt uitgeoefend. Hier wordt het proces beschouwd waarbij overheden worden geselecteerd, gecontroleerd en vervangen, het vermogen van de overheid om krachtdadig degelijk beleid uit te werken en in te voeren en het respect van burgers en de staat van instellingen die economische en sociale interacties onder hen beheren.
Een andere definitie ziet governance als:
...het gebruik van instellingen, gezagsstructuren en zelf samenwerking om middelen te verplaatsen en handelingen in de samenleving of de economie te coördineren of te controleren.
Volgens het Regionaal Project voor Plaatselijke Governance voor Latijns-Amerika van het Ontwikkelingsprogramma van de Verenigde Naties:

Governance werd gedefinieerd als de regels van het politieke systeem om conflicten tussen actoren op te lossen en besluiten aan te nemen (legaliteit). Het werd ook gebruikt om de "juiste werking van instellingen en hun aanvaarding door de mensen" (legitimiteit) te omschrijven. En het werd gebruikt om de doeltreffendheid van de overheid en het bereiken van een consensus met democratische middelen in te roepen (participatie).